# Fehércsíkos földigalamb
A fehércsíkos földigalamb (Zentrygon albifacies) a madarak osztályának galambalakúak (Columbiformes) rendjéhez és a galambfélék (Columbidae) családjához tartozó  faj.

## Rendszerezése
A fajt Philip Lutley Sclater angol ügyvéd és zoológus írta le 1858-ban, a Geotrygon nembe Geotrygon albifacies néven.

## Előfordulása
Mexikó, Guatemala, Honduras, Nicaragua és Salvador területén honos. Természetes élőhelyei a szubtrópusi vagy trópusi síkvidéki és hegyi esőerdők. Állandó nem vonuló faj.

## Megjelenése
Testhossza 28-36 centiméter, testtömege  294-339 gramm.

## Természetvédelmi helyzete
Az elterjedési területe nagyon nagy, egyedszáma ugyan még nagy, de csökken. A Természetvédelmi Világszövetség Vörös listáján nem fenyegetett fajként szerepel.